# Çeltek, Şarkikaraağaç
Çeltek là một xã thuộc huyện Şarkikaraağaç, tỉnh Isparta, Thổ Nhĩ Kỳ. Dân số thời điểm năm 2011 là 342 người.